# Stefania Bojda
Stefania Bojda, de domo Golec (ur. 1938 w Cieszynie) – polska pedagog, malarka i działacz społeczny.

## Biografia
Stefania Bojda urodziła się w Cieszynie w 1938 r., jest absolwentką cieszyńskiego liceum pedagogicznego oraz Studium Nauczycielskiego. Ukończyła również studia z wychowania plastycznego na Uniwersytecie Śląskim (filia cieszyńska). Od 1992 malarka prowadzi zespół "Cieszyńskie Plastusie".
Wspólnie z bratem, Józefem Golcem, napisała i wydała trzytomowy Słownik biograficzny ziemi cieszyńskiej, za co w 2005 została uhonorowana Nagrodą im. ks. Leopolda Jana Szersznika.